# Клируотер (приток Снейка)

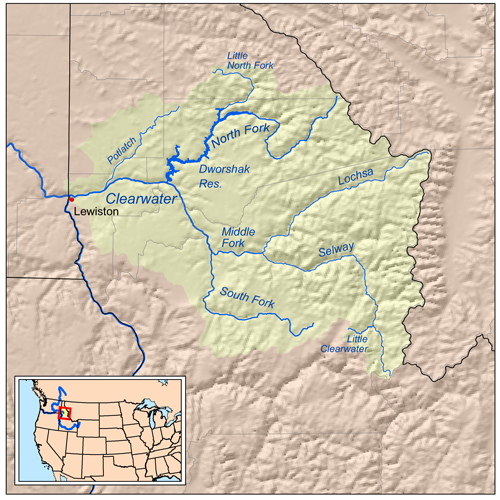
Схема бассейна реки Клируотер

Клируотер (англ. Clearwater River) — река в США, на севере центральной части штата Айдахо. Правый приток реки Снейк. Длина составляет 120,4 км; площадь водосборного бассейна — 24 980 км². Крупнейший приток Снейка по среднему расходу воды. Название происходит от имени реки на индейском языке не-персе — Koos-Koos-Kai-Kai, что можно перевести как «чистая вода».
Берёт начало вблизи восточной границы Айдахо со штатом Монтана, в районе горного хребта Биттерут, в виде двух верховий — Лочса и Селуэй, которые, сливаясь, образуют реку Мидл-Форк. Мидл-Форк принимает крупный приток Саут-Форк, после чего течёт главным образом в северо-западном направлении вплоть до того, как река принимает свой крупнейший приток — Норт-Форк, впадающий справа. После этого Клируотер течёт преимущественно в западном направлении до своего устья, которое расположено на границе со штатом Вашингтон, в районе Льюистона.
На реке Норт-Форк имеется крупное водохранилище Дуоршак, сформированное одноимённой плотиной.